# Údolí Javorky
Údolí Javorky je přírodní památka severně od města Lázně Bělohrad v okrese Jičín. Oblast spravuje Agentura ochrany přírody a krajiny ČR. Důvodem ochrany jsou slatinné louky u přirozeného toku Javorky s výskytem chráněných druhů rostlin a živočichů.

## Galerie

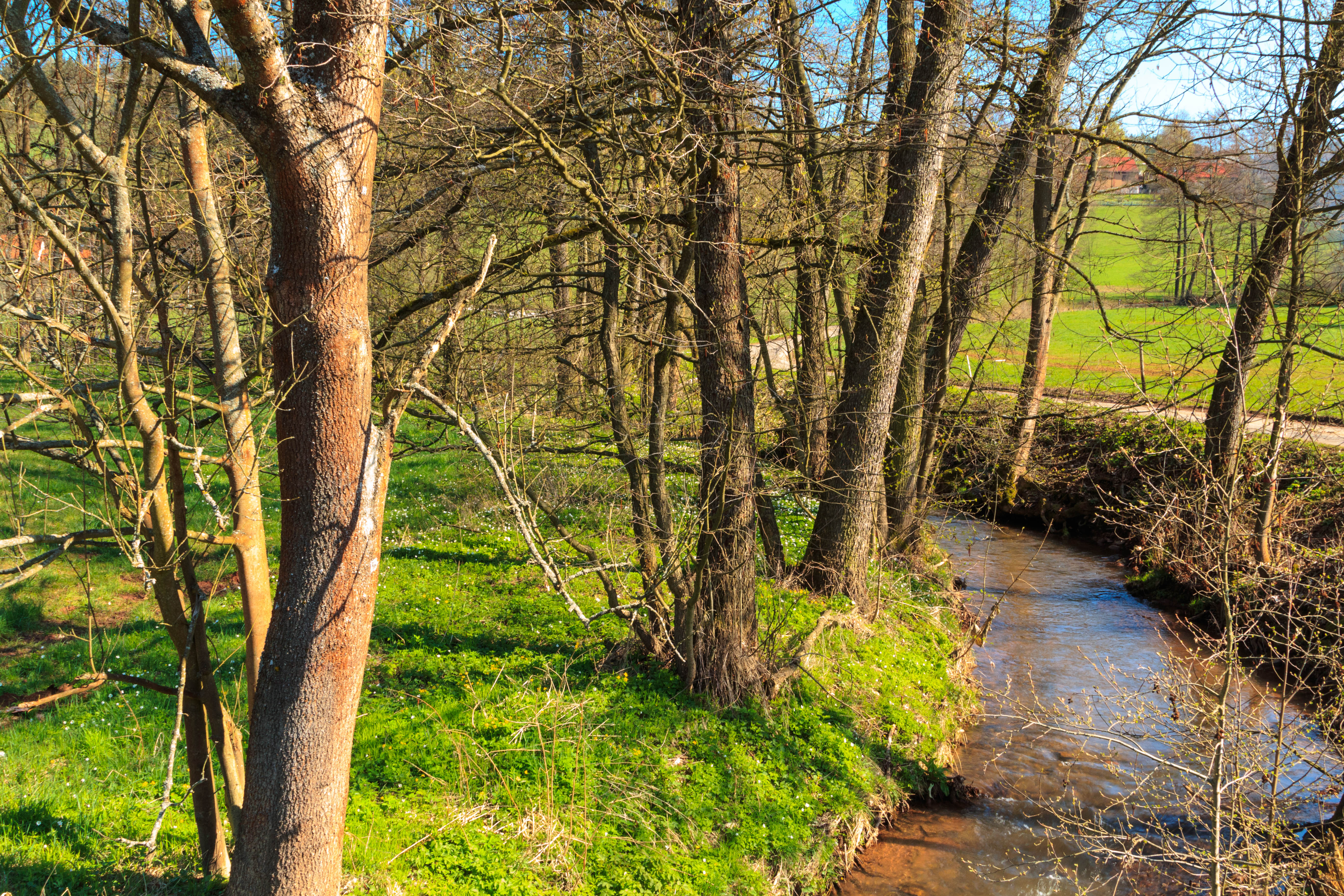
Přírodní památka Údolí Javorky
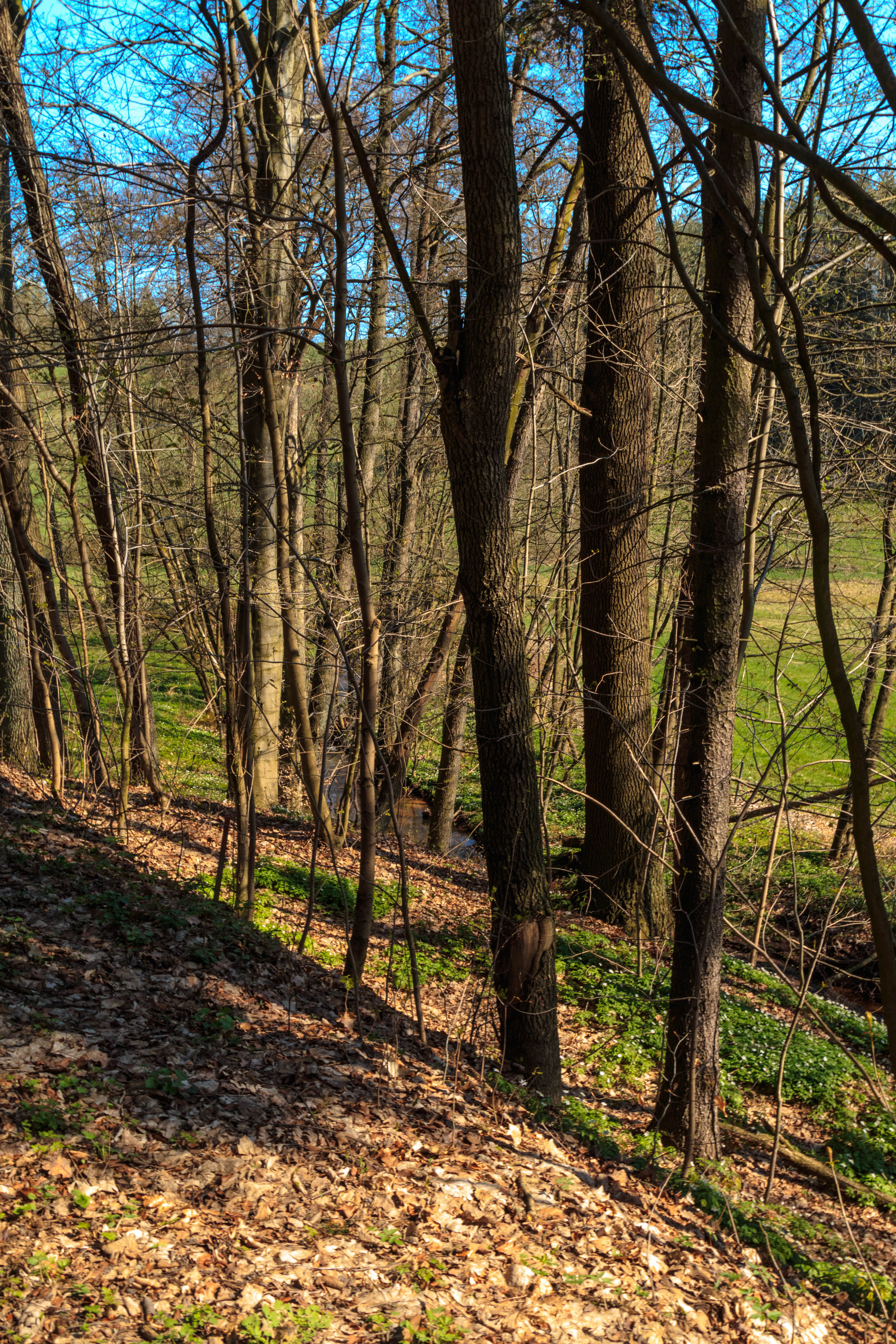
Přírodní památka Údolí Javorky
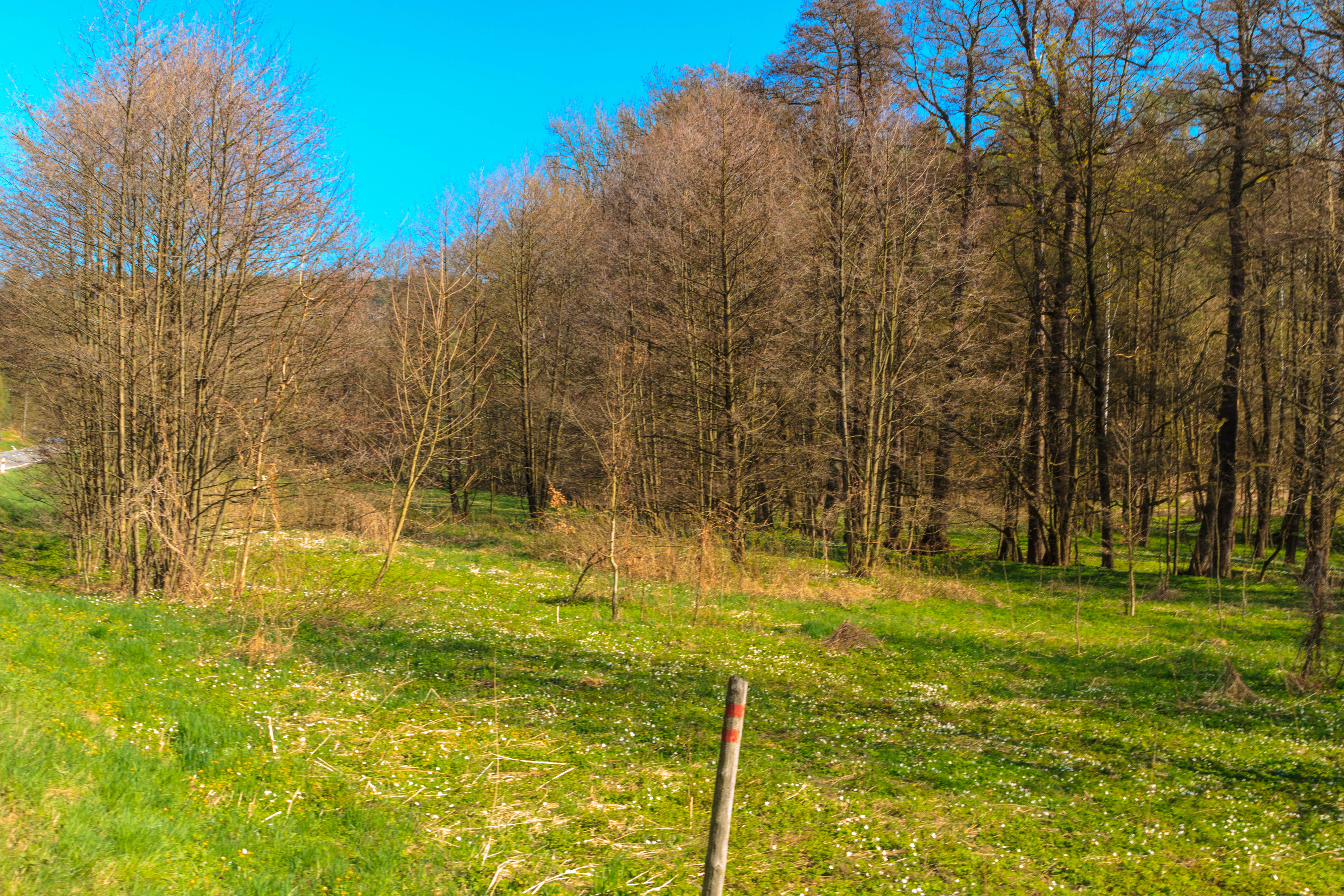
Přírodní památka Údolí Javorky
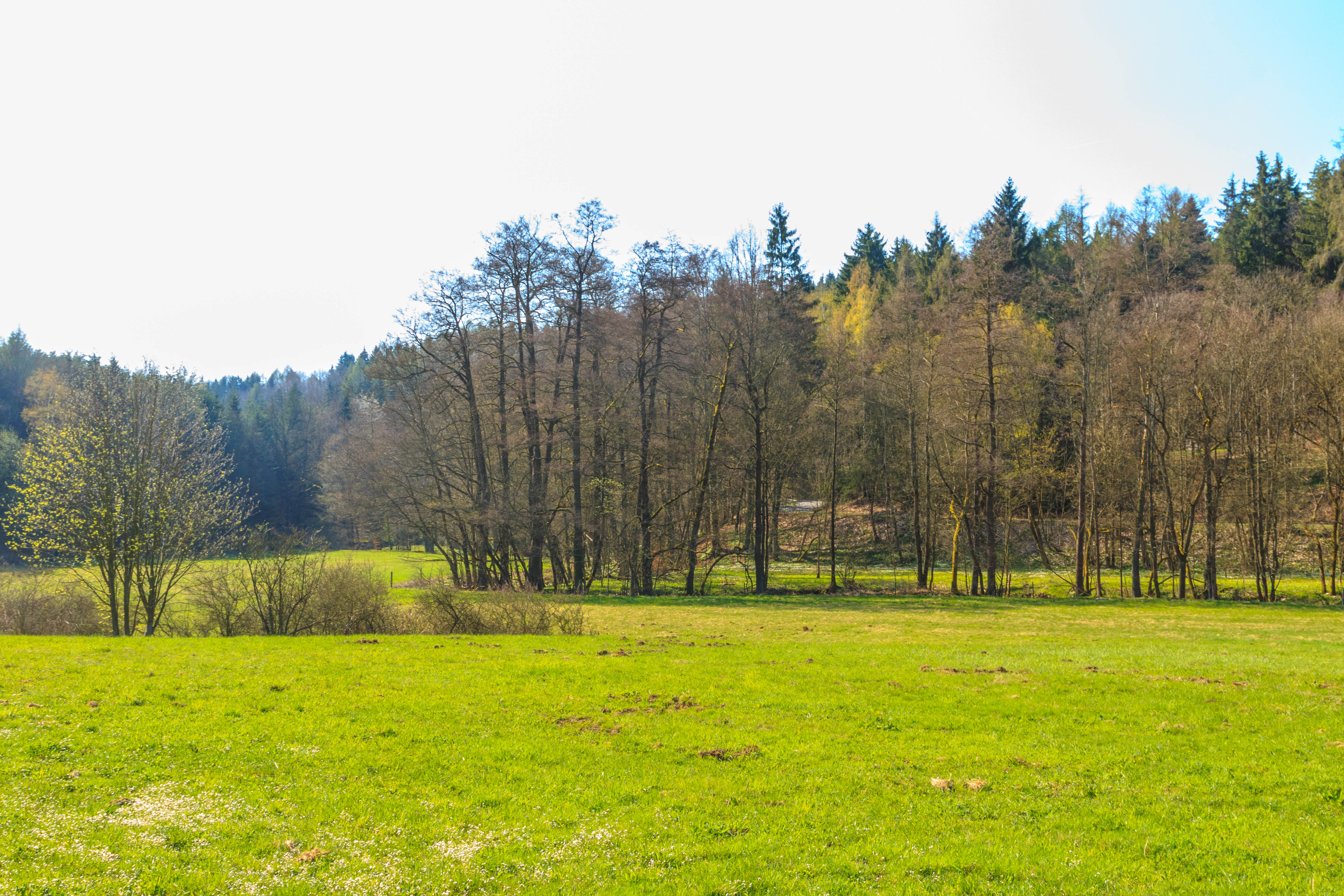
Přírodní památka Údolí Javorky